# Magyaria filipina
Magyaria filipina är en kvalsterart som beskrevs av Corpuz-Raros 1979. Magyaria filipina ingår i släktet Magyaria och familjen Haplozetidae. Inga underarter finns listade i Catalogue of Life.